# The Legacy (lucha libre)
The Legacy fue un stable heel que trabajaba en la empresa WWE en la marca RAW. El equipo estuvo liderado por Randy Orton que contenía el equipo de la etiqueta de Cody Rhodes y Ted DiBiase. Otros dos luchadores, Sim Snuka y Manu, también fueron brevemente miembros del establo. El equipo también luchó juntos en una lucha por equipos para ganar el Campeonato de la WWE para Orton en Backlash. El concepto del nombre es que todos los miembros son de largas generaciones de luchadores. 
Randy Orton era hijo de Bob Orton, Cody Rhodes de Dusty Rhodes y Ted DiBiase Jr. de Ted DiBiase Todos miembros del Hall Of Fame. Manu y Sim Snuka dejaron Legacy por sus respectivos despidos en 2008, y el equipo terminó disolviéndose de forma oficial en WrestleMania XXVI, cuando sus tres miembros originales (Orton, Rhodes y DiBiase) se enfrentaron en una Triple Threat Match. 
Entre los logros del equipo destacan tres reinados de Orton como Campeón de la WWE, su victoria en la Royal Rumble Match de 2009 y una vez Campeón Mundial en Parejas.

## Concepto
El concepto del equipo es que todos los miembros son de múltiples generaciones, mientras que el nombre se refiere a su historial familiar en la lucha libre. El padre de Randy Orton es Bob Orton, Jr., el tío Barry Orton y su abuelo Bob Orton, Sr.. También el padre de Ted DiBiase, Ted DiBiase, y su abuelo adoptivo Mike DiBiase. El padre de Cody Rhodes "The American Dream" Dusty Rhodes luchó junto a los tíos de Cody Jerry Sags y Fred Ottman. Por su posición como segunda y tercera generación The Legacy se creen superiores a los demás luchadores.

## Historia

### Formación (2008)
En septiembre, Randy Orton, que para ese tiempo estaba lesionado, hizo una aparición en Raw, donde criticó a todos los campeones, incluyendo a los entonces Campeones Mundiales en Parejas de la WWE Cody Rhodes & Ted DiBiase, diciéndoles que iban a perder los títulos ante Cryme Tyme (Shad Gaspard & JTG) en Unforgiven. Rhodes & DiBiase retuvieron los títulos en Unforgiven y luego debutó Manu (hijo de Afa the Wild Samoan) como su nuevo compañero, atacando a Cryme Tyme. Esa misma noche, DiBiase, Manu y Rhodes atacaron al Campeón Mundial de Peso Pesado, CM Punk, permitiendo que Orton le aplicara su "Running Punt Kick", impidiéndole defender el título esa noche y perdiéndolo. El 27 de octubre, Rhodes & DiBiase perdieron los títulos ante CM Punk & Kofi Kingston. Cuando Orton estaba bien para luchar, Punk pidió una lucha con él, en la que Punk ganó por descalificación luego de que DiBiase entrara. Enfadado, Orton le aplicó su "Running Punt Kick" a DiBiase, dejándolo inactivo (Kayfabe). Luego invitó a Rhodes y a Manu a formar parte de un equipo llamado The Legacy, usándolos para ayudarse en su lucha contra Batista en una lucha tres contra uno, donde Batista fue puesto fuera de acción durante cuatro meses. Luego Sim Snuka, el hijo de Jimmy Snuka, también expresó interés en unirse al grupo. Ante esto, Orton hizo unas luchas clasificatorias para entrar al grupo en las que la primera semana Manu perdió, por lo que quedó fuera. El 29 de diciembre Sim Snuka derrotó a Charlie Haas quien esta vez imitó a su padre "Superfly" Jimmy Snuka" para entrar a "The Legacy". La semana siguiente el 5 de enero en Raw, Snuka & Rhodes ganaron una lucha en parejas contra Cryme Tyme, pero como fue Rhodes quien realizó la cuenta, sólo le permitió a él formar parte del equipo. El 12 de enero, Manu, DiBiase y Snuka intentaron atacar a Orton, pero DiBiase les atacó y se unió a The Legacy.

### Pelea con la familia McMahon (2009)

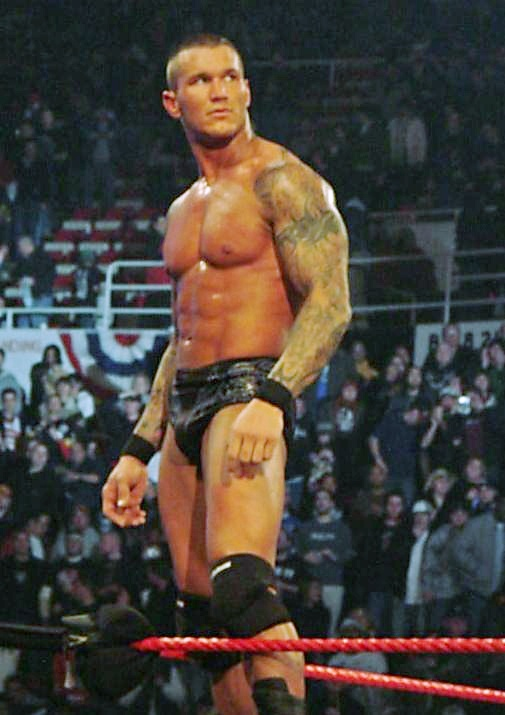
Randy Orton luego de ganar el Royal Rumble 2009.

Con The Legacy finalmente formado, Manu y Snuka aún querían venganza de Orton. Intentaron tratar de convencer a Stephanie McMahon de despedirlo, Orton fue a defenderse pero la conversación terminó en una discusión. Cuando Vince McMahon hizo su regreso, Orton le dijo que merecía una disculpa de parte de Stephanie. Sin embargo, McMahon decidió que iba a despedirlo, pero antes de que pudiera hacerlo, Orton le aplicó un "Running punt kick", dejándolo hospitalizado. Durante la Royal Rumble, el grupo trabajó en equipo, llegando a ser los cuatro últimos luchadores junto a Triple H. Triple H sacó a Rhodes y DiBiase pero se distrajo y Orton lo sacó para ganar el Royal Rumble. A causa del ataque a Vince McMahon, Orton tuvo que luchar en un no holds barred match contra Shane McMahon en No Way Out si quería mantener su oportunidad por el Campeonato de la WWE en WrestleMania XXV, lucha que Orton ganó. La noche siguiente volvieron a luchar y Orton le aplicó un "Running punt kick" a Shane. Stephanie McMahon subió al ring para ayudar a su hermano, pero Orton le aplicó un RKO, Triple H corrió hacia el ring y ahuyentó al grupo, de pie sobre el cuerpo de Stephanie McMahon. La semana siguiente, Orton y The Legacy atacaron a Triple H, cuando Stephanie salió para detener a The Legacy, Orton atacó y se besó con ella antes de golpear a Triple H con un mazo por lo que empezó un feudo con este, quien también era el campeón de la WWE.
Originalmente, Orton anunció que no tenía intenciones de enfrentarse a Triple H, quien en ese momento era el Campeón de la WWE, sino que planeaba enfrentar al Campeón Mundial de Peso Pesado. Triple H, sin embargo, incitó a Orton a "vengar" su primera derrota en el Campeonato Mundial y expulsar de su anterior establo, Evolution, y Orton cambió de opinión, lo que llevó a que su lucha fuera reservada para WrestleMania. Orton reveló que se había dirigido a la familia McMahon para vengar su salida sin ceremonias de Evolution en 2004. Debido a la intensidad de la rivalidad, se tomó la decisión de que el Campeonato de la WWE podría cambiar de manos en WrestleMania debido a un conteo o descalificación. En WrestleMania XXV, Triple H retuvo el título ante Orton. Sin embargo, la noche siguiente se pactó una lucha entre The Legacy y Shane McMahon, Triple H y Batista, con la estipulación de que si ganaba Orton, ganaba el Campeonato de la WWE. La lucha tenía el Campeonato de la WWE en juego, con las estipulaciones de que si el equipo de Triple H ganaba Triple H. Finalmente, Orton ganó el título después de derrotar a Triple H, aplicándole un "Running Punt Kick", hospitalizándole (Kayfabe). A pesar de la ausencia de Triple H, Shane siguió su feudo con Orton, lo que llevó a otra lucha entre ellos en Raw. Luego de que la lucha terminara por la interferencia de Rhodes y DiBiase, Shane luchó contra ellos en una lucha en desventaja esa misma noche. Luego de la lucha Legacy destrozó el tobillo de Shane.

### Randy Orton como Campeón de la WWE (2009)
En Judgment Day Orton retuvo el Campeonato de la WWE ante Batista por descalificación, sin embargo, en su revancha, que se llevó a cabo dentro de una jaula de acero en el pago por evento de Extreme Rules, Batista ganó el campeonato. La noche siguiente en Raw, durante el discurso de celebración de Batista, The Legacy atacó a Batista y lo hirió en la historia. La semana siguiente, se llevó a cabo un combate para determinar el nuevo Campeón de la WWE entre Orton, Triple H, John Cena y The Big Show, que ganó Orton. EnThe Bash, con la ayuda de Rhodes y DiBiase, lo retuvo ante Triple H. En la siguiente semana esa noche al interferir en un combate contendiente por el Campeonato de la WWE entre Triple H y Cena, lo que llevó a que se dictara que no hubo competencia. Esto convirtió el partido posterior en Night of Champions en un concurso de triple amenaza. Después de que Orton retuviera el campeonato en la Noche de Campeones de julio, el equipo volvió a trabajar en conjunto para evitar que Triple H recibiera una revancha contra Orton al ralentizar su combate Beat The Clock Challenge, para que no tuviera el tiempo más rápido y no recibiera un campeonato. Triple H puso su atención en Rhodes y DiBiase, perdiendo contra ellos en una lucha en desventaja, y volviendo a hacer D-Generation X con Shawn Michaels. En SummerSlam, Orton retuvo el Campeonato de la WWE frente a John Cena y Rhodes y DiBiase se enfrentaron contra D-Generation X siendo los ganadores DX. Sin embargo, en Breaking Point, Orton perdió el Campeonato de la WWE ante John Cena y Rhodes y DiBiases se convirtieron en el primer grupo en hacer rendir a la DX en una Submissions Count Anywhere Match. El 4 de octubre en WWE Hell in a Cell, DiBiase y Rhodes perdieron contra DX en una Hell in a Cell match, sin embargo Orton recobró el título en una lucha Hell in a Cell. El 25 de octubre, en Bragging Rights, Orton volvió a luchar contra John Cena en una lucha ironman de 60 minutos, Orton perdió nuevamente el título ante Cena, durante la lucha DiBiase y Rhodes intervinieron pero Kofi Kingston los sacó del ring. El 26 de octubre, Orton empezó un feudo con Kofi Kingston por lo sucedido en Bragging Rights. En Survivor Series, el Team Orton (Orton, Rhodes, DiBiase, CM Punk & William Regal) fueron derrotados por el Team Kofi Kingston (Kofi, Montel Vontavious Porter, Mark Henry, Christian & R-Truth), pero en TLC: Tables, Ladders & Chairs, Orton derrotó a Kingston.

### Separación de Orton y disolución (2010)
En el episodio del 11 de enero de 2010 de Raw, el presentador invitado Mike Tyson anunció que el ganador de un combate de triple amenaza más tarde esa noche entre Orton, Kingston y John Cena desafiaría a Sheamus por el Campeonato de la WWE en el Royal Rumble. Orton finalmente ganó con la ayuda de The Legacy, que atacó a Cena y Kingston. En Royal Rumble en la lucha de Randy Orton contra Sheamus por el Campeonato de la WWE,  Rhodes interifrió atacando a Sheamus, lo que llevó a la descalificación de Orton. Luego Orton atacó a Cody y a DiBiase, quien acudió en auxilio de Rhodes. En el episodio del 15 de febrero de Raw, Orton se enfrentó a Sheamus en una revancha sin título, pero nuevamente fue descalificado después de que Rhodes y DiBiase interfirieran. Luego, Orton y DiBiase clasificaron para la Elimination Chamber de RAW, lucha durante la cual DiBiase eliminó a Orton con la ayuda de Cody y un tubo. La noche siguiente en Raw, The Legacy participó en un combate por equipos de seis hombres contra Kingston, Yoshi Tatsu y Evan Bourne, diseñado para mostrar su unidad, pero Orton atacó a Rhodes y DiBiase y la semana siguiente en Raw, Rhodes y DiBiase atacaron a Orton en represalia, aunque Orton pudo luchar contra ellos. Tras esto, Rhodes y DiBiase empezaron un feudo con Orton que les llevaría a un combate en WrestleMania XXVI, el cual ganó Orton tras cubrir a DiBiase. Durante el desarrollo del combate, Rhodes y DiBiase se pelearon, disolviéndose The Legacy definitivamente.

## Campeonatos y logros
- World Wrestling Entertainment / WWE
  - WWE Championship (3 veces) - Randy Orton
  - Royal Rumble (2009) - Randy Orton
  - WWE World Tag Team Championship ( 1 vez) - Cody Rhodes & Ted DiBiase Jr.